# Лі Кьон Вон
Лі Кьон Вон  (кор. 이경원, 21 січня 1980) — корейська бадмінтоністка, олімпійська медалістка.

## Виступи на Олімпіадах
| Олімпіада   | Дисципліна       | Місце |
| ----------- | ---------------- | ----- |
| Сідней 2000 | одиночний розряд | 9T    |
| Афіни 2004  | парний розряд    | 3     |
| Пекін 2008  | парний розряд    | 2     |